# A Rose for the Apocalypse
A Rose for the Apocalypse — пятый полноформатный студийный альбом группы Draconian, выпущенный в 2011 году лейблом Napalm Records. Партии скрипки — Olof Göthlin. Обложка и визуальное оформление — Seth Siro Anton.
A Rose for the Apocalypse представляет собой смесь «старого» и «нового» Draconian. В целом альбом получится более мрачным, чем его предшественник Turning Season Within.
В альбоме описываются ужасы и противоречия, которые создали сами люди в своей системе отрыва от природы.

## Список композиций
1. The Drowning Age — 7:18
2. The Last Hour Ancient Sunlight — 5:26
3. End of the Rope — 6:34
4. Elysian Night — 7:52
5. Deadlight — 6:32
6. Dead World Assembly — 5:52
7. A Phantom Dissonance — 5:39
8. The Quiet Storm — 6:37
9. The Death of Hours — 7:48
10. Wall of Sighs (Bonus track) — 5:14

## Участники записи
- Андерс Якобссон — вокал
- Лиса Юханссон — вокал
- Юхан Эриксон — гитара
- Даниэль Арвидссон — гитара
- Фредрик Юханссон — бас-гитара
- Джерри Торстенссон — ударные